# Antoine Green
Antoine Green (Rockledge, Florida; 15 de noviembre de 1999) es un jugador profesional estadounidense de fútbol americano, se desempeña en la posición de wide receiver en Detroit Lions, en la National Football League (NFL).

## Carrera
Fue seleccionado en la Reunión Anual de Selección de Jugadores de la NFL de 2023. Hizo su debut profesional con el equipo Detroit Lions, lleva jugando una temporada.